# Jüdischer Friedhof (Wehrheim)

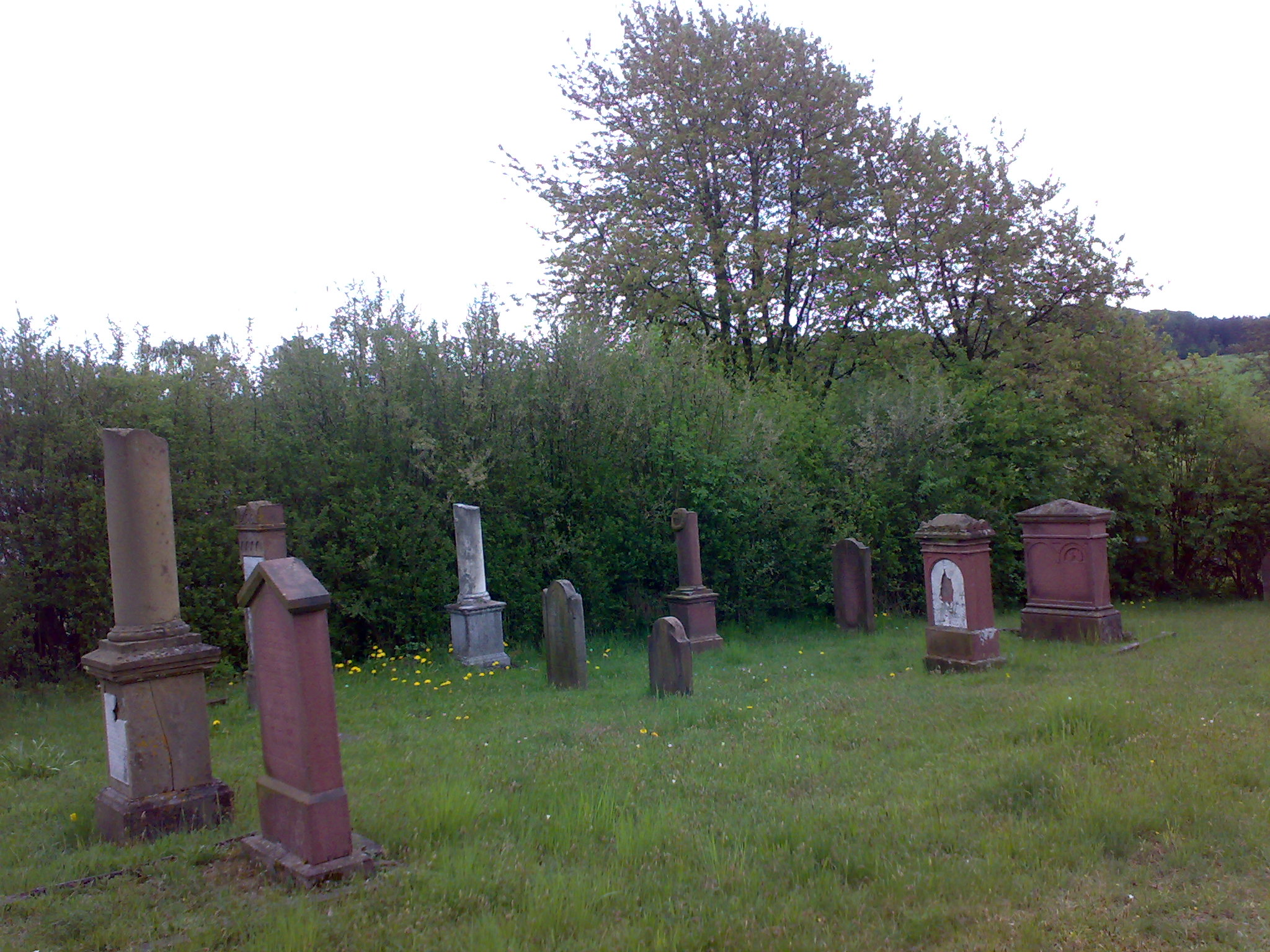
Jüdischer Friedhof in Wehrheim

Der Jüdische Friedhof Wehrheim ist ein jüdischer Friedhof in Wehrheim, einer Gemeinde im Hochtaunuskreis in Hessen. Der Friedhof ist ein geschütztes Kulturdenkmal, er befindet sich südöstlich von Wehrheim, rechts an der Straße nach Köppern.

## Geschichte
Die Toten der jüdischen Gemeinde Wehrheim wurden zunächst auf dem jüdischen Friedhof in Anspach beigesetzt. Um 1860 war dieser Friedhof voll belegt. Nachdem die Zivilgemeinde eine Erweiterung mit dem Argument, er läge zu nahe am Wohngebiet, abgelehnt hatte, musste er geschlossen werden. Deshalb wurde außerhalb von Wehrheim im Bizzenbachtal ein Jüdischer Verbandsfriedhof für die Juden in Anspach, Kransberg, Pfaffenwiesbach, Wehrheim und anderen Orten errichtet. Diese Entscheidung stieß auf den entschiedenen Widerstand der beiden letzten jüdischen Familien in Anspach, die sich aber nicht durchsetzen konnten. Am 11. August 1864 wurde die erste Anspacherin auf dem Wehrheimer Friedhof beerdigt.
Auf dem 10,86 Ar großen Friedhof ist der älteste noch lesbare Grabstein von 1874. In der Zeit des Nationalsozialismus wurden zahlreiche Steine zerstört. Heute sind noch etwa ein Dutzend Grabsteine vorhanden.